# Концерт для віолончелі з оркестром № 2 (Шостакович)
Концерт для віолончелі з оркестром № 2, опус 126, написаний Дмитром Шостаковичем навесні 1966 року в Криму. Як і Перший концерт, він писався для Мстислава Ростроповича, який виконав його вперше у Москві під орудою Євгена Свєтланова 25 вересня 1966 на концерті до 60-річного ювілею композитора. Інколи концерт позначається як «соль мажор», проте в партитурі не містить відповідних знаків біля ключа.
Разом з 11-м Струнним квартетом і циклом із 7 романсів на тексти Олександр Блока, Другий концерт відкриває останній період творчості Д. Шостаковича.

## Історія створення
Як і Четверта симфонія, а також 9-й Струнний квартет, написані раніше, а також 15-а Симфонія, написана пізніше, Концерт має складну історію створення. Початок Largo, наприклад, початково задумувався як початок нової симфонії. Пізніше Шостакович відкинув цю ідею, але переробив музичний матеріал до нинішнього вигляду. Фінал концерту, за свідченням М. Ростроповича, також початково мав інший вигляд, але врешті був визнаний автором слабким і переписаний, крім того автор дозволив Ростроповичу внести деякі зміни до каденції Концерту.
Мстислав Ростропович залишив такі спогади щодо співпраці з автором:
|  | Коли я вперше вивчив цей концерт, я приїхав до Криму, в Ялту, з віолончеллю, і зі своїм піаністом, і десь в якомусь драматичному театрі, — там був рояль, я вперше зіграв Дмитру Дмитровичу цей твір. З цим твором був єдиний випадок у моєму житті, коли Дмитро Дмитрович показав мені свій твір незакінченим, він ніколи не показував незакінчених творів, а Другий концерт він мені показав, коли було написано тільки початок. Він мені показав, бо сам був не дуже задоволений, він розумів, що він звертається до оцінювача. Ну я можна сказати захворів цим твором, і знаєте, чим мудріше ставав наш геній, тим простішою його партитура була. Я дивився партитуру — як довго грають струнні, потім з'являються арфи — як довго. Але ви знаєте, коли дивишся партитуру Ріхарда Штрауса, там стільки інструментів, така суцільно записана сітка. А коли це звучить в оркестрі, це звучить досить просто. У Шостаковича виходить навпаки, дуже просто виглядає, а звучить захоплююче, неначе якесь одкровення. Я цей концерт обожнюю просто, вважаю це найкращий концерт, який написаний Дмитром Дмитровичем, для нашого життя і буття. І я пам'ятаю дуже добре цей концерт, на його день народження — він сидів у ложі, пам'ятаю що він не дуже добре себе почував, але це для мене незабутній день всього мого життя. |

## Партитура
Оркестрова партитура, окрім сольної партії віолончелі, включає флейту-піколо, одну флейту, 2 гобої, 2 кларнети (обидва змінюються in B i in A), 2 фаготи, контрафагот (змінюється 3-м фаготом), 2 валторни, литаври, бич-хлопавка, дерев'яна коробочка, том-том, бубон, малий та великий барабани, ксилофон, 2 арфи (завжди грають в унісон), і групу струнних.
Концерт триває 35 хвилин і складається з трьох частин:
1. Largo
2. Allegretto
3. Allegretto

## Дискографія
- Мстислав Ростропович / Московський філармонічний оркестр / Давид Ойстрах (12-Nov-1967) (Yedang Classics)
- Мстислав Ростропович / USSR Symphony Orchestra / Євген Свєтланов (EMI Classics)
- Мстислав Ростропович / Симфонічний оркестр BBC / Колін Девіс (BBC Legends)
- Мстислав Ростропович / Бостонський симфонічний оркестр / Сейдзі Одзава (Deutsche Grammophon)
- Генріх Шифф / Симфонічний оркестр Баварського радіо / Максим Шостакович (Philips)
- Міша Майський / Лондонський симфонічний оркестр / Майкл Тілсон Томас (Deutsche Grammophon)
- Марія Клігель / Польський національний симфонічний оркестр / Антоні Віт (Наксос Records)
- Truls Mørk / Лондонський філармонічний оркестр / Маріс Янсонс (Virgin Classics)
- Наталія Гутман / Королівський філармонічній оркестр / Юрій Темірканов (RCA / BMG)
- Наталія Гутман / Московський Філармонічний оркестр / Дмитро Китаєнко (Live Classics) (запис листопаді 1986)
- Даніель Мюллер-Шотт / Симфонічний оркестр Баварського радіо / Яків Маєвич Крейцберг (Orfeo)
- Енріко Рінальдо / Енріко Рінальдо / Симфонічний оркестр Данького радіо / Джанандреа Noseda (Chandos)
- Пітер Віспелвей / Sinfonietta Cracovia / Юрген Hempel (Channel Classics)
- Франс Хельмерсон / Державна академічна симфонічна капела Росії / Валерій Полянський (Chandos)
- Кирило Родін / Російський філармонічний оркестр / Костянтин Кримець (Arte Nova Classics)
- Рафаел Волфиш / Симфонічний оркестр BBC / Мартін Браббінс (Nimbus)
- Torleif Thedéen / Симфонічний оркестр Мальме / Джеймс Де Пріст (BIS)
- Іржі Барта / Празький симфонічний оркестр / Максим Шостакович (Supraphon)
- Рафал Квятковський / Оркестр польського радіо / Войцех Райський (Dux)
- Олександр Івашкін / Московський симфонічний оркестр / Валерій Полянський (ОДУ)
- Джеймі Волтон / Філармонія оркестр / Александер Брайгер (Signum Classics)
- Джонатан Ейлінг / Лондонський оркестр / Крістофер Кокс (Dunelm Records)
- Вівіан Spanoghe / Симфонічний оркестр «Солісти Софії» / Еміль Табаков (Талант)
- Іван Монігетті / Симфонічний оркестр Чеського радіо / Володимир Валєк (Le Chant Du Monde)
- Арто Норас / Симфонічний оркестр Норвезького радіо / Арі Rasilainen (Finlandia, Warner Apex)
- Лінн Харрелл / Ліверпульський королівський симфонічний оркестр / Жерар Шварц (Еві)
- Дмитро Масленников / NDR симфонічний оркестр / Крістоф Ешенбах (Phoenix Edition)
- Сол Габетта / Münchner філармонічний оркестр / Марк Альбрехт / (RCA / BMG)
- Валентин Фейгін / Оркестр державного телебачення і радіо СРСР / Максим Шостакович (Мелодія / Eurodisc)
- Пітер Брунс / Берлінський симфонічний оркестр / Клаус Петер Флор (Eterna)